# 14539 Clocke Roeland
14539 Clocke Roeland è un asteroide della fascia principale. Scoperto nel 1997, presenta un'orbita caratterizzata da un semiasse maggiore pari a 2,5644937 UA e da un'eccentricità di 0,1455008, inclinata di 4,23323° rispetto all'eclittica.